# جزيرة سانت كريستوبال
- سانت كريستوبال (تشاتام) هي جزيرة أقصى شرق أرخبيل غالاباغوس، واحدة من أقدم الجزر جيولوجيا.[1][2][3]

في الإسبانية اسم «سانت كريستوبال» يأتي من شفيع البحارة اسم سانت كريستوفر. اسمها باللغة الإنجليزية أقدم من تشاتام وهو نسبة إلى وليام بت الأكبر.
سان كريستوبال تبلغ مساحتها 558 كم2، وأقصى ارتفاع فيها يصل إلى 730 متر. وتعتبر عاصمة الأرخبيل ومدينة بورتو باكيريزو مورينو تقع في الطرف الجنوبي الغربي من الجزيرة.أما شركة الطيران المحلية فهي تحط وتطير من هذه الجزيرة، مباشرة في مطار سان كريستوبال من غواياكيل بالإكوادور.
وهذه الجزيرة تستضيف مجموعة من الحيوانات كالفرقاطات وأسود البحر غالاباغوس وسلاحف غالاباغوس العملاقة والأطيش الأحمر والأزرق والإغوانة البحرية والدلافين ونورس متشعب الذيل .